# Hayop Ka!
Hayop Ka! ('Eres un Animal!', insult equivalent a dir 'Tu, fill de puta!'), és una pel·lícula d'animació per a adults de les Filipines. Es tracta d'una comèdia romàntica dirigida per Avid Liongoren. El repartiment està compost per Angelica Panganiban, Robin Padilla, Sam Milby, Empoy Márquez i Arci Muñoz. Es va estrenar a Netflix el 29 d'octubre del 2020.
La pel·lícula és protagonitzada per Nimfa, una gata antropomòrfica que treballa com a venedora de perfums en un gran magatzem. La trama gira al voltant d'un triangle amorós on s'inclouen el xicot de la protagonista, Roger, i l'Íñigo, un gos amb una reeixida carrera professional.

## Producció
Segons el director, la pel·lícula es va conceptualitzar per primera vegada després de la producció de Saving Sally, amb la intenció que la nova obra tinguera una temàtica totalment oposada. Van caldre tres anys de dur treball per a crear una pel·lícula còmica i lleuegra. El 21 de setembre del 2020, Netflix va anunciar que la pel·lícula s'estrenaria el 29 d'octubre a les Filipines.